# Acroporidae
Famille
Acroporidae (du latin et grec, « pores au sommet ») est une famille de cnidaires anthozoaires (coraux). La famille est apparue au Jurassique supérieur et regroupe les plus importantes espèces bâtisseuses de récifs parmi les Scleractinia.

## Liste des genres
Selon World Register of Marine Species (20 février 2014) :
- genre Acropora Oken, 1815 — pantropical (139 espèces)
- genre Alveopora Blainville, 1830 — Indo-Pacifique (16 espèces)
- genre Anacropora Ridley, 1884 — Indo-Pacifique (7 espèces)
- genre Astreopora Blainville, 1830 — Indo-Pacifique (17 espèces)
- genre Enigmopora Ditlev, 2003 — Indonésie (1 espèce)
- genre Isopora Studer, 1878 — Indo-Pacifique (6 espèces)
- genre Montipora Blainville, 1830 — pantropical (86 espèces)

## Galerie

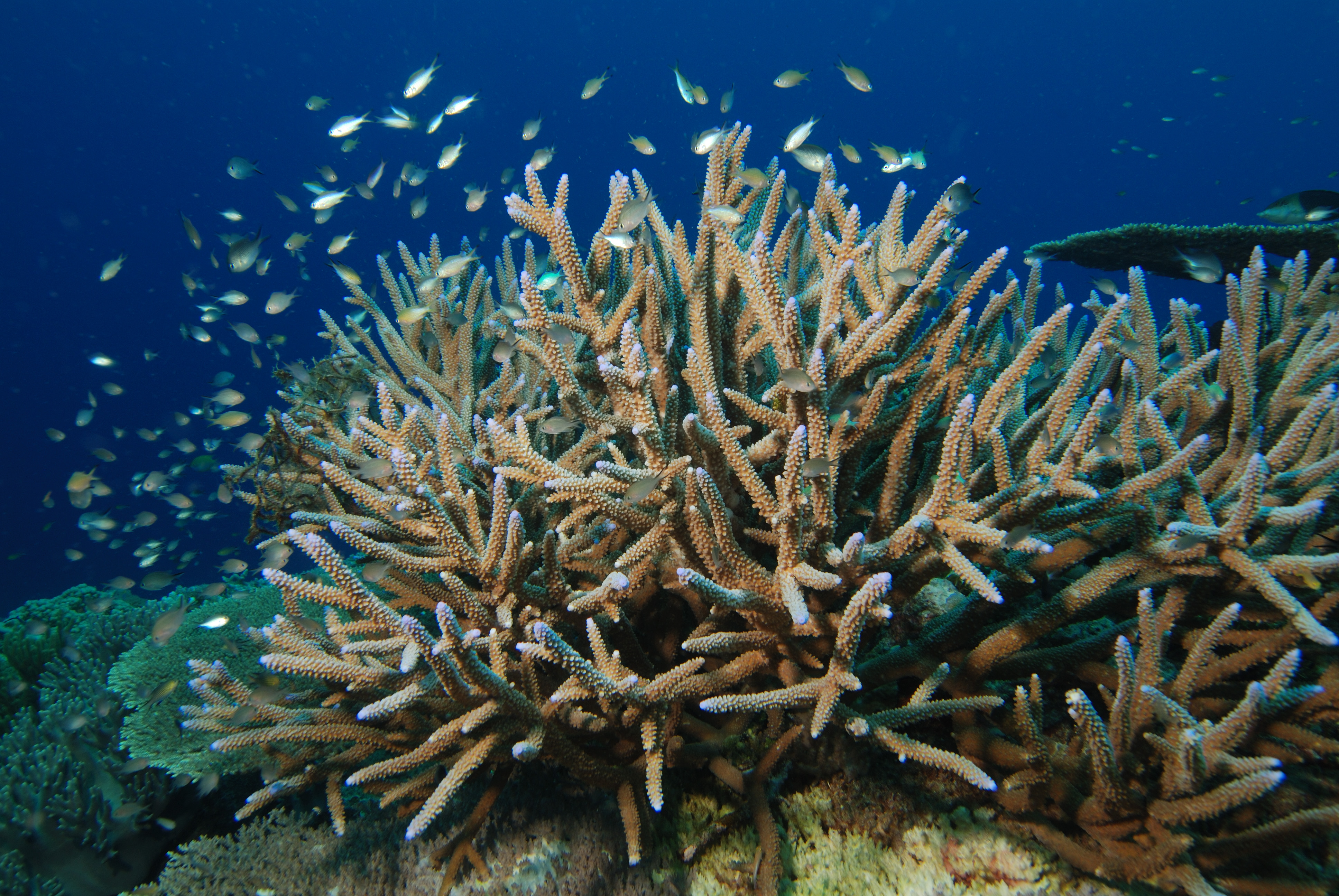
Acropora cervicornis
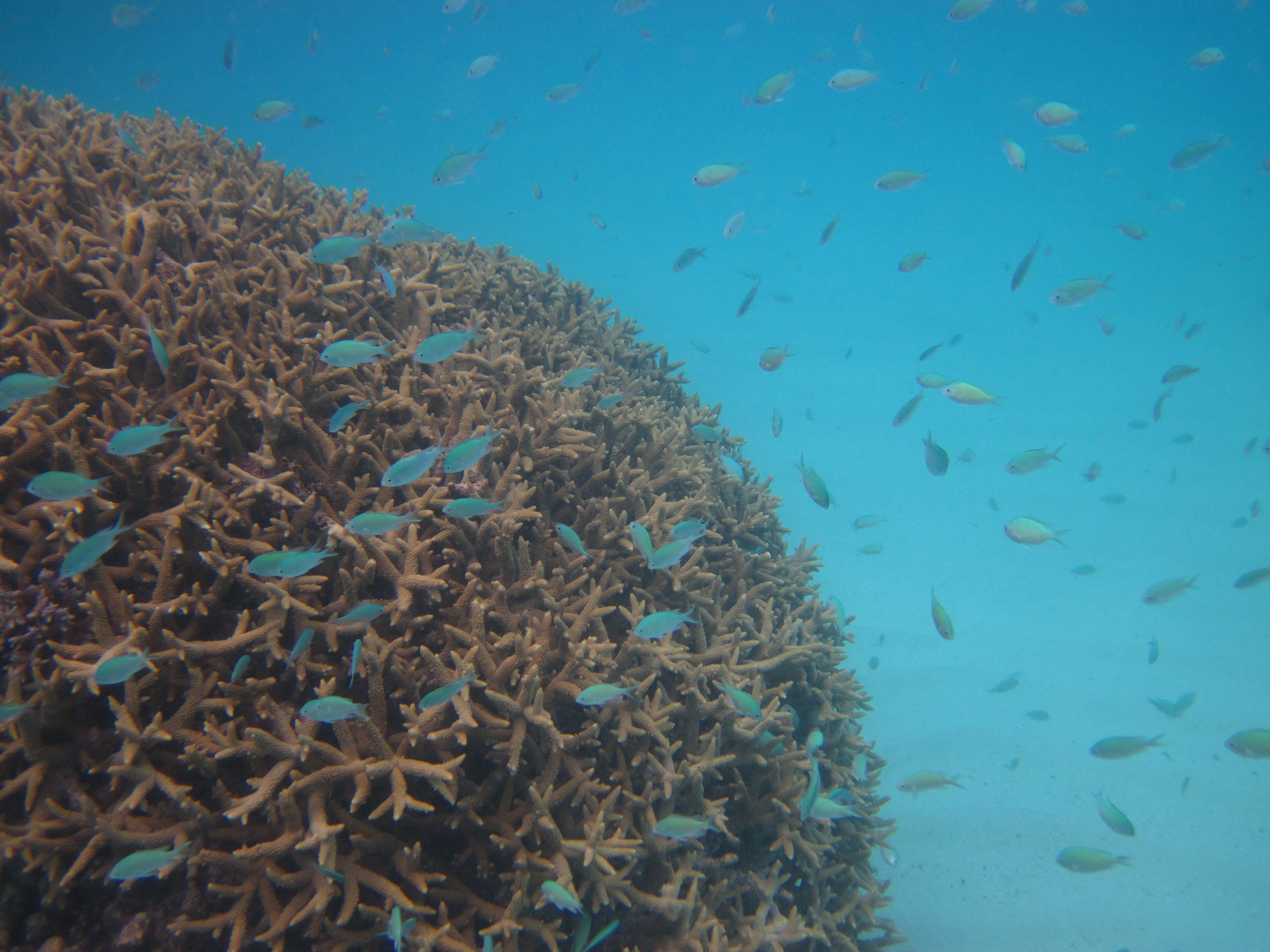
Acropora formosa.
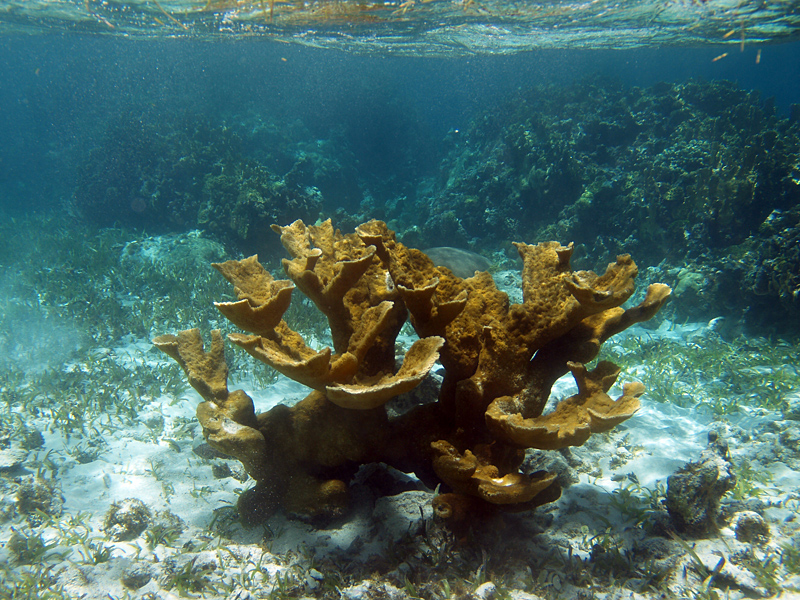
Acropora palmata.
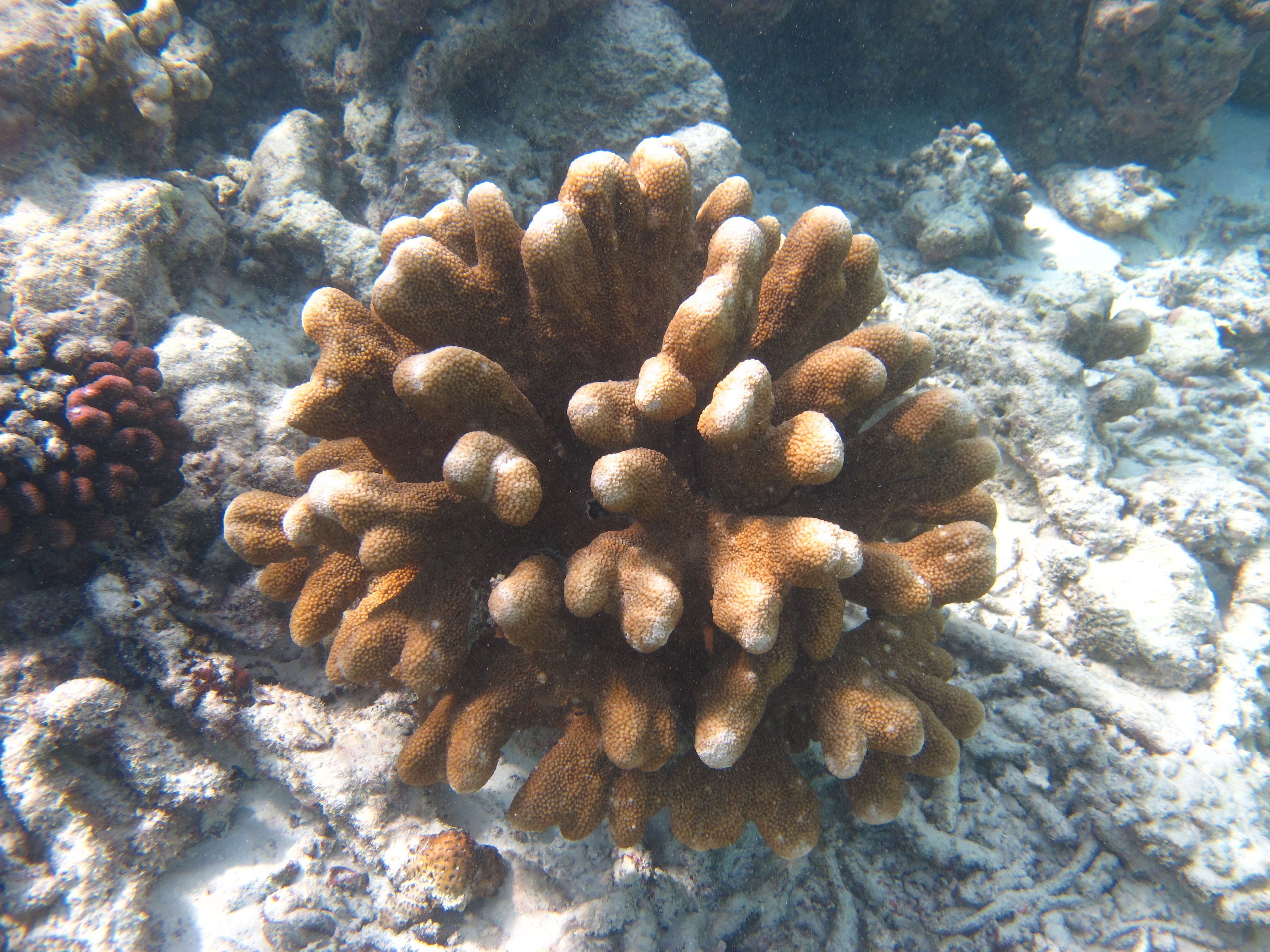
Isopora palifera
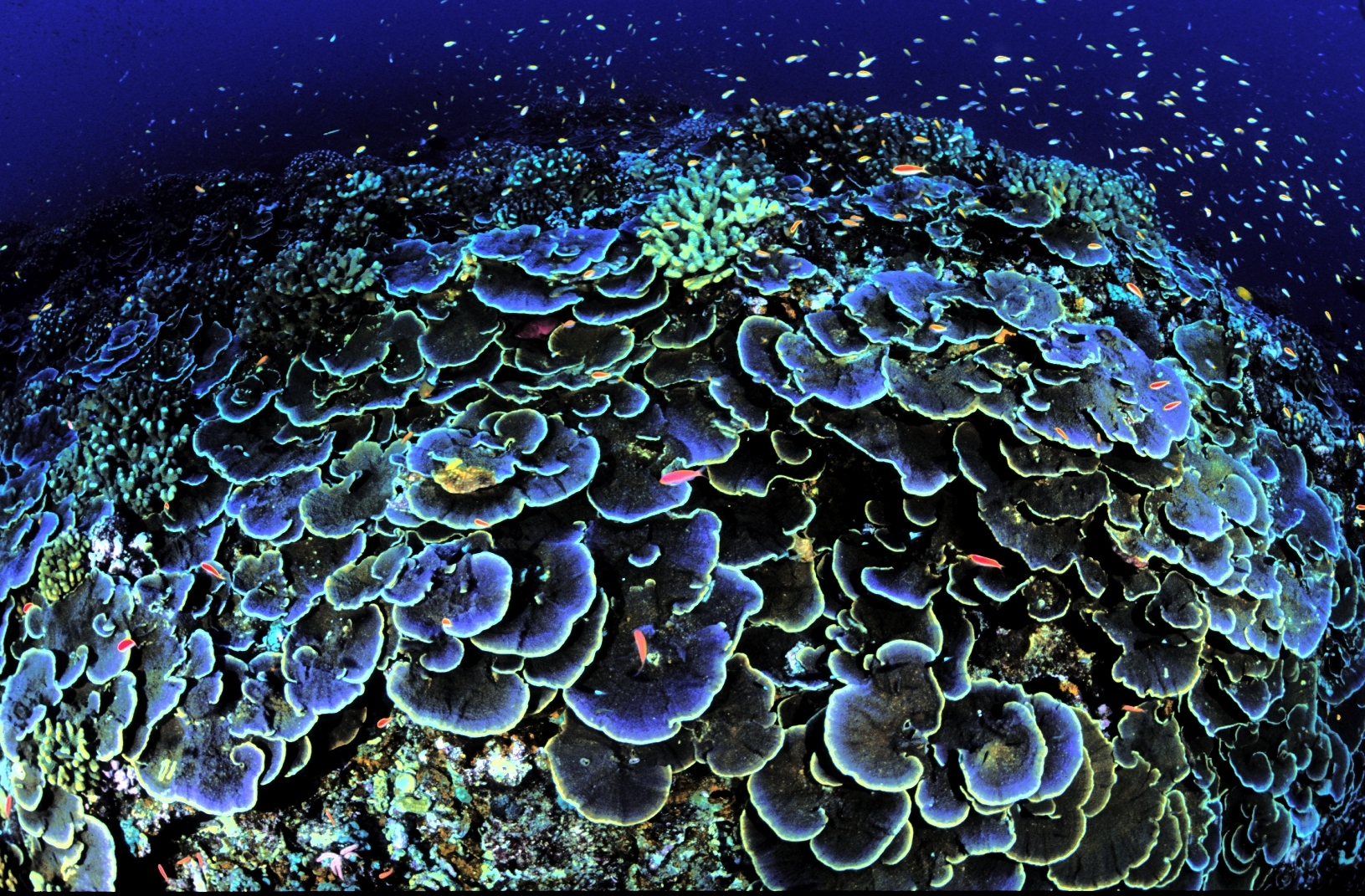
Montipora aequituberculata
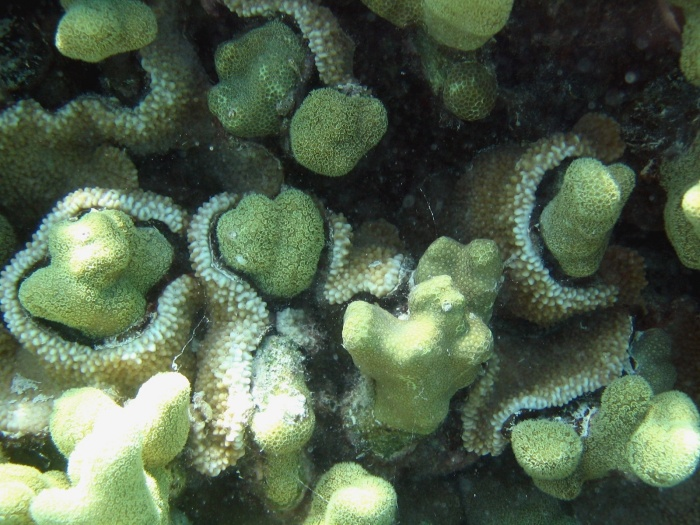
Montipora capitata
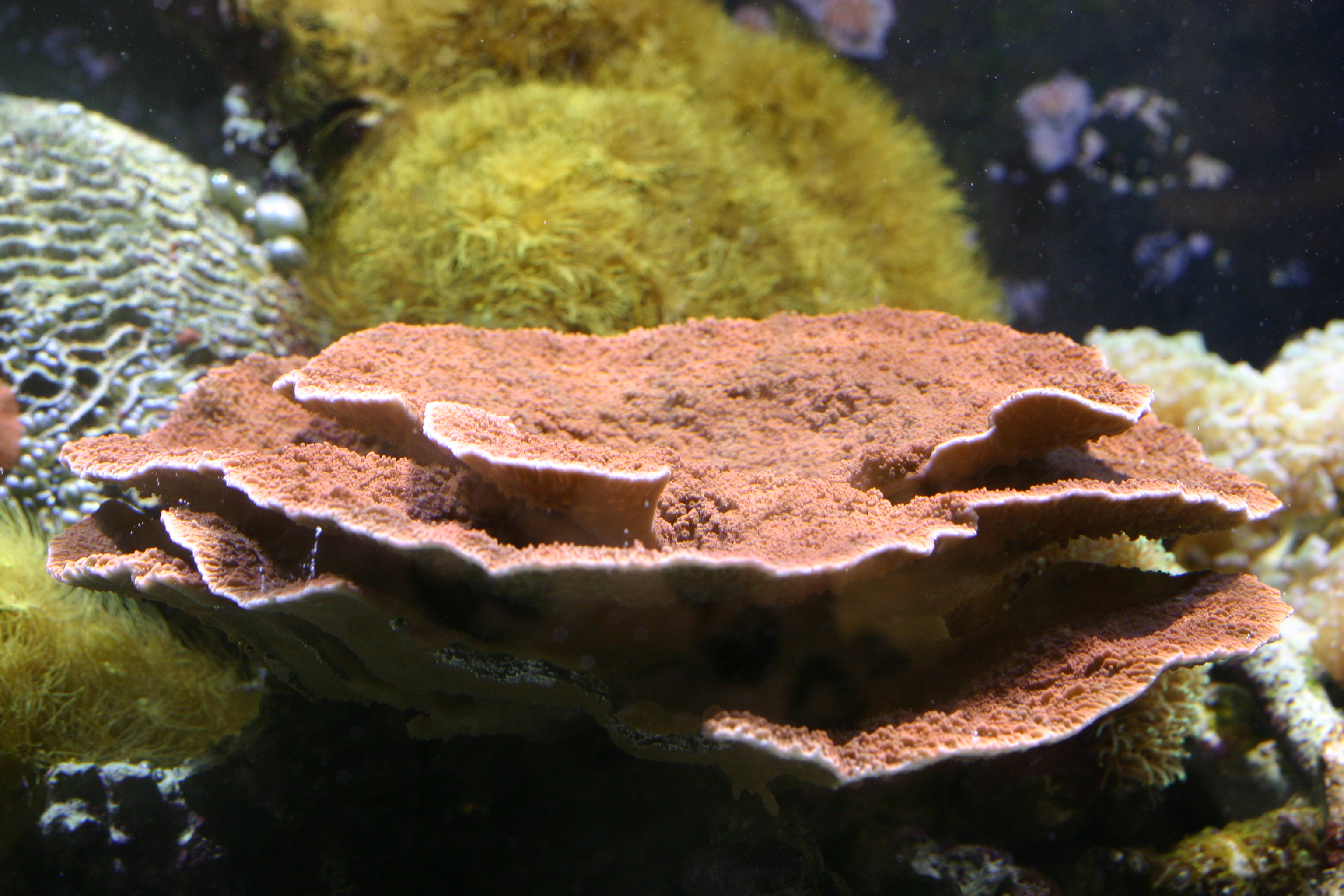
Montipora capricornis
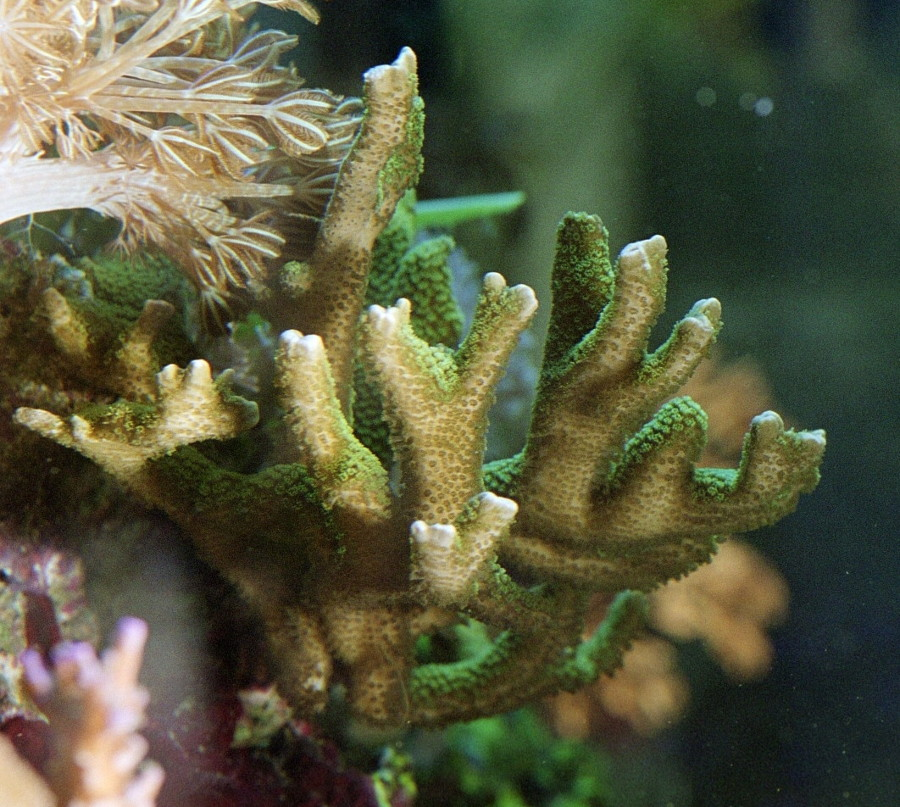
Montipora digitata
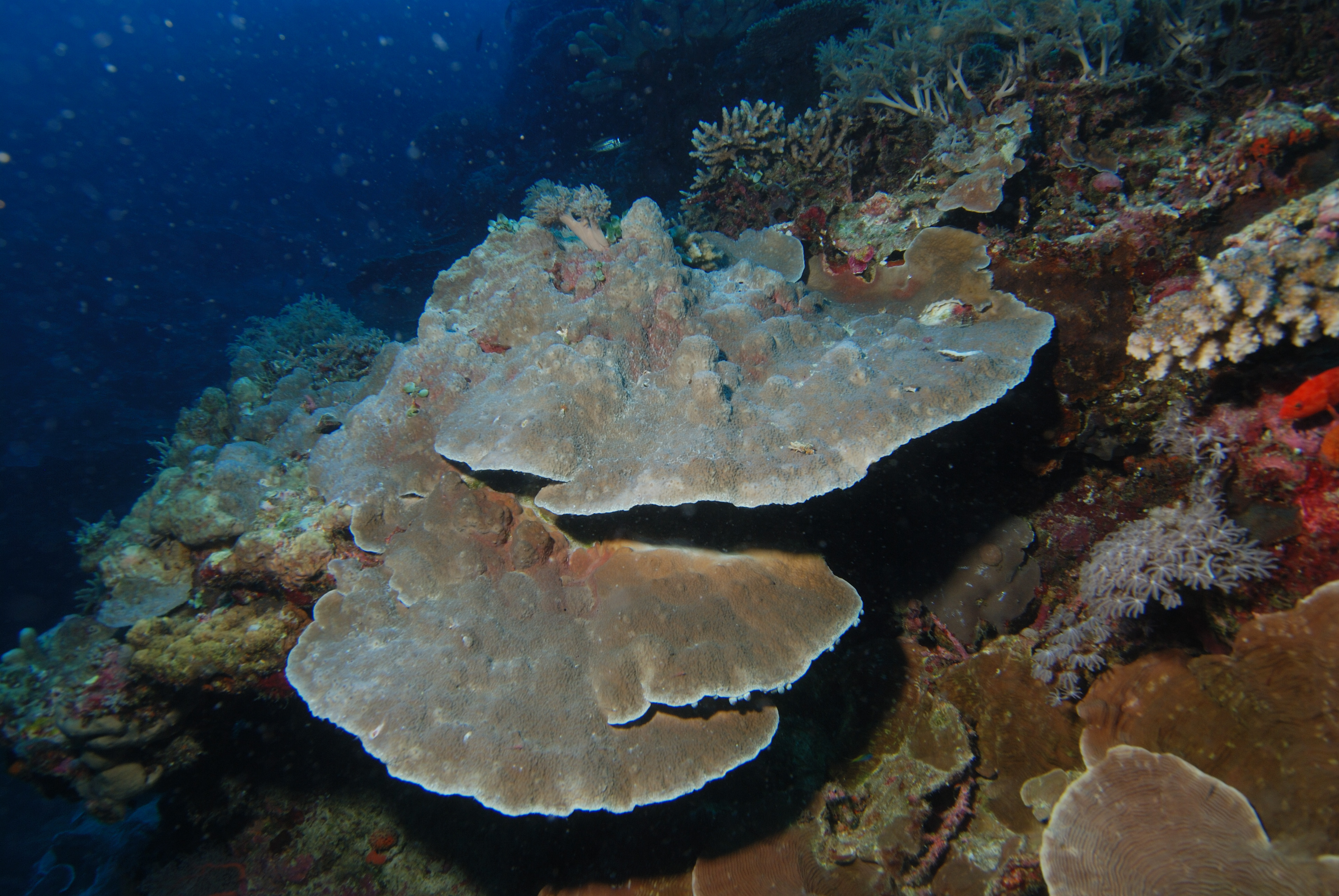
Montipora foliosa